# Франкенрода
Франкенрода (нем. Frankenroda) — община в Германии, в земле Тюрингия.
Входит в состав района Вартбург. Подчиняется управлению Мила. Население составляет 335 человек (на 31 декабря 2010 года). Занимает площадь 7,02 км².